# RISC/os
RISC/osは、MIPS Computer Systemが開発した商用UNIX。初期には4.3BSDをベースに実装したRISC/OSと、System V R3及び System V R4をベースに実装したものの3種類がある。 このうち広く用いられたのは、System V R3 ベースのものである。（このような経緯があった事から実際には、System VベースのRISC/osでも4.3BSD関連のシステムコール、ライブラリ、コマンドはサポートされ続けていた）
またMIPSはCPUメーカーでもあったため、当然MIPS R2000/R3000等をサポートし、後にR6000（ECL版）、R4000等がサポートされた。 同時にRISC/osは、同じくMIPS社製のC言語、Pascal,FORTRAN等のコンパイラや、ソフトウェアシミュレータSPP（System Programmers Package) 等の標準的なプラットホームでもあった。 
後にMIPS社自らのUNIXマシン開発・販売を停止したことに伴い、RISC/osへの開発は凍結された。